# ستانکوویتسه (ناحیه لوونی)
ستانکوویتسه (به چکی: Staňkovice) یک منطقهٔ مسکونی در جمهوری چک است که در ناحیه لوونی واقع شده‌است. ستانکوویتسه ۱۴٫۲۳ کیلومتر مربع مساحت و ۸۸۶ نفر جمعیت دارد و ۲۰۶ متر بالاتر از سطح دریا واقع شده‌است.